# 蔡其豪
蔡其豪（羅馬拼音：James Chua，1979年3月30日—），是馬來西亞已退役男子羽球運動員。
蔡其豪出生於沙勞越州，1995年移居吉隆坡，加入馬來西亞羽球協會球隊。他是馬來西亞青年隊的一員，曾在1997年馬尼拉亞洲青少年羽球錦標賽奪得男子團體銅牌。他是1998年馬來西亞衛星賽的冠軍，並在2001年獲得了全國冠軍頭銜。蔡其豪在2002年馬來西亞羽球公開賽贏得冠軍，在決賽中擊敗了他的同胞衛冕冠軍王友福。他們參與國家男子隊一起在1998年和2002年的亞運會羽球比賽獲得了男子團體銅牌。